# Messàpia
Messàpia (en llatí Messapia, en grec antic Μεσσαπία) va ser el nom donat pels grecs a la península que forma l'extrem sud-est d'Itàlia, que els romans anomenaven Calàbria.
També se l'anomenava Iapígia, encara que l'ús de la paraula era fluctuant. Iapígia i Messàpia eren de vegades sinònims, i de vegades Messàpia era només una part de Iapígia.